# Экиджи, Мехмет
Мехме́т Эки́джи (тур. и нем. Mehmet Ekici; род. 25 марта 1990, Мюнхен, ФРГ) — турецкий и немецкий футболист, полузащитник. Бывший игрок  сборной Турции.

## Клубная карьера
Экиджи начинал карьеру в академии «Унтерхахинга», а в семилетнем возрасте перешёл в «Баварию». В сезоне 2007/08 он дебютировал за вторую команду в Регионаллиге. 
23 июля 2008 года Экиджи дебютировал за основную команду «Баварии» в неофициальном Суперкубке Германии против дортмундской «Боруссии» (1:2). Экиджи был заявлен за мюнхенцев на Лигу чемпионов 2008/09 и 2009/10.
В июле 2010 года Экиджи был отдан в аренду «Нюрнбергу», где он дебютировал в Бундеслиге.
18 мая 2011 года Экиджи перешёл в бременский «Вердер» за 5 млн евро.
28 июня 2017 года подписал контракт с «Фенербахче» сроком на 3 года.

## Карьера в сборной
Экиджи родился в Мюнхене и играл за различные юношеские и молодёжные сборные Германии, но в итоге принял решение играть за сборную Турции.
Впервые он был вызван в сборную Гусом Хиддинком на товарищеский матч против сборной Нидерландов. 29 марта 2011 года Экиджи дебютировал за сборную в официальном матче против Австрии.